# Bahnhof Dollnstein
Der Bahnhof Dollnstein ist ein Haltepunkt im oberbayerischen Markt Dollnstein (Landkreis Eichstätt). Er liegt an der Bahnstrecke München–Treuchtlingen und war bis zur Stilllegung der Bahnstrecke Dollnstein–Rennertshofen im Jahr 1993 ein Trennungsbahnhof.

## Geschichte
Der Bahnhof wurde in den Jahren 1869/70 an der Strecke München–Ingolstadt–Treuchtlingen–Nürnberg errichtet und ging mit der Eröffnung des Streckenabschnitts Ingolstadt–Treuchtlingen am 12. April 1870 in Betrieb.
Im Mai 1913 begannen die Bauarbeiten für die Nebenbahn nach Rennertshofen. Um das Gelände des Bahnhofs zu verbreitern, mussten umfangreiche Sprengungen durchgeführt werden. Mit dem herausgesprengten Gestein wurde ein rund fünf Meter hoher Bahndamm an der Ausfahrt aufgeschüttet. Der Personenverkehr auf der Strecke nach Rennertshofen wurde im Oktober 1960 eingestellt. Zwischen 1985 und 1993 verkehrte ab Dollnstein eine Museumsbahn, danach wurde die Strecke stillgelegt und abgebaut.

## Verkehr
Stündlich verkehren Regionalbahnen der Linie RB 16 der DB Regio Bayern zwischen Nürnberg und München über Dollnstein, die außer in Tagesrandlage zu jeder zweiten Stunde in Treuchtlingen enden bzw. beginnen. Einzelne Läufe beginnen morgens in Ingolstadt oder enden abends dort.
| Linie                    | Linienverlauf | Taktfrequenz                     |
| ------------------------ | --- | -------------------------------- |
| RB 16                    | (zweistündlich: Nürnberg – ) Treuchtlingen – Dollnstein – Eichstätt Bahnhof – Ingolstadt – Dachau Bahnhof – München | Stundentakt                      |
| RB 16                    | Nürnberg – Treuchtlingen – Dollnstein – Eichstätt Bahnhof – Ingolstadt                                              | einzelne Züge (in Tagesrandlage) |
| Stand: 13. Dezember 2020 | |                                  |

## Hochbauten und Anlagen
Das Empfangsgebäude besteht aus einem dreigeschossigen Hauptbau mit Flachzeltdach und Lisenengliederung. Symmetrisch angeschlossen sind erdgeschossige Flügelbauten. Die Anlage steht unter Denkmalschutz.